# تطوير برمجيات أندرويد

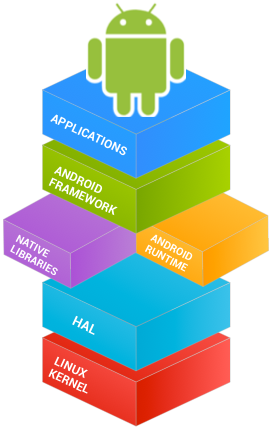
بنية أندرويد'

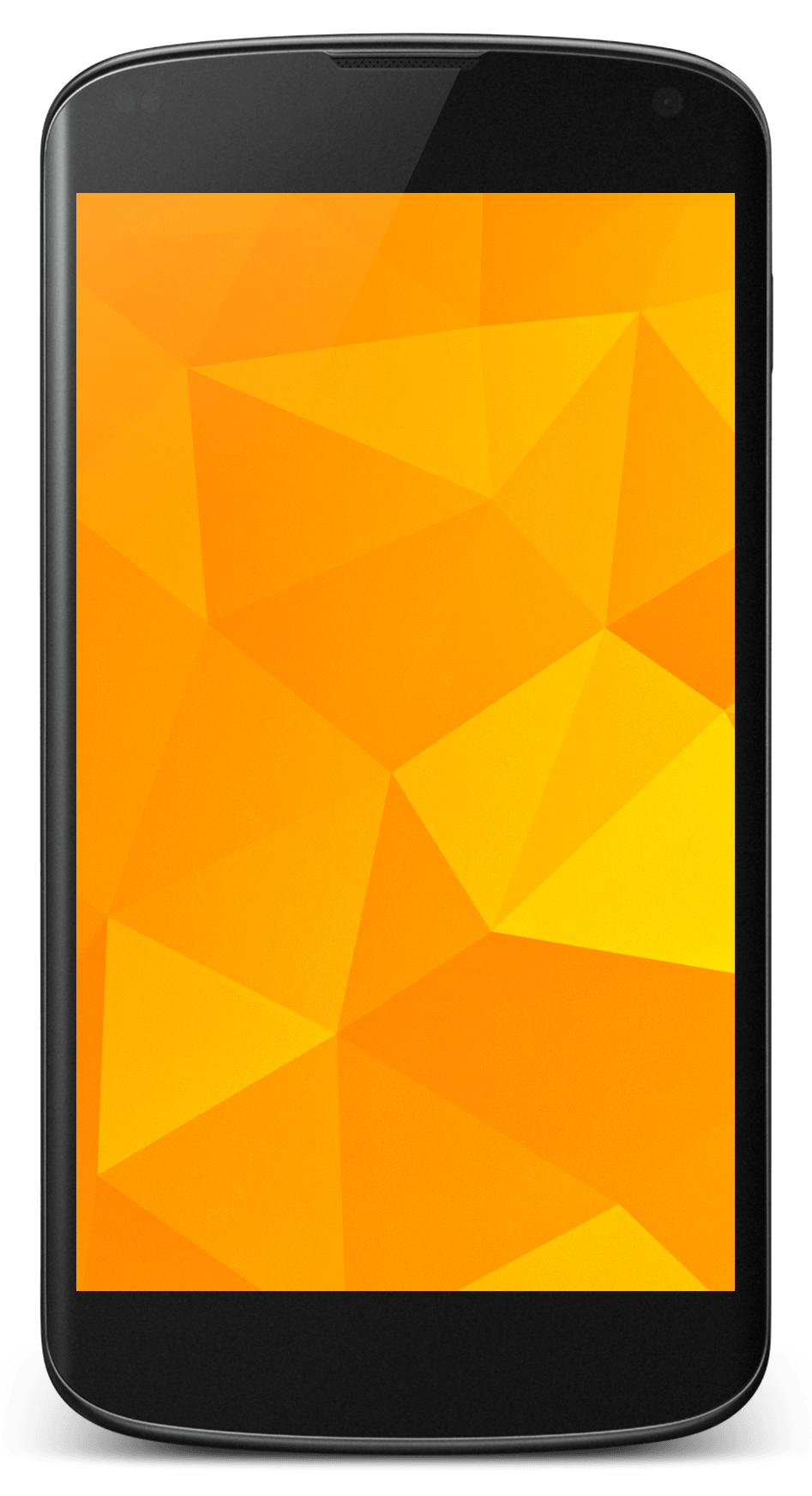
نكسس 4، هاتف من سلسلة غوغل نيكزس، وهي أجهزة «صديقة للمطور».

تطوير برمجيات أندرويد عملية يتم من خلالها إنشاء تطبيقات جديدة لنظام التشغيل أندرويد. عادة ما يتم تطوير التطبيقات بلغة البرمجة جافا باستخدام أدوات تطوير برمجيات أندرويد، وتوجد أيضاً أدوات تطوير أخرى متاحة.
تنص جوجل على أنه «يمكن كتابة تطبيقات أندرويد باستخدام لغة كوتلن وجافا وسي++» باستخدام مجموعة تطوير برامج أندرويد (SDK)، وأيضًا يمكن استخدام لغات أخرى. تحتاج جميع اللغات غير JVM، مثل غو أو جافا سكربت أو سي أو سي++ أو أسمبلي، بحاجة إلى مساعدة من كود لغة JVM، والتي قد يتم توفيرها بواسطة أدوات من الممكن أن تكون ذو دعم واجهة برمجة التطبيقات مقيد. تسمح بعض لغات وأدوات البرمجة بدعم التطبيق عبر الأنظمة (مثل أندرويد وآي أو إس).
اعتبارا من يوليو عام 2013، تم كتابة أكثر من مليون تطبيق أندرويد ، مع أكثر من 25 مليار تنزيل.

## أدوات التطوير الرسمية

### أندرويد SDK
تتضمن حزمة تطوير برامج أندرويد (SDK) مجموعة شاملة من أدوات التطوير. تشمل مصحح، ومكتبات، ومحاكي هاتف مبني على كيمو، ملفات نصية، ونموذج برمجي، وبرامج تعليمية. تشمل منصات التطوير المدعومة حاليًا أجهزة الكمبيوتر التي تعمل بنظام التشغيل لينكس (أي توزيعة لينكس حديثة) وماك أو إس إكس 10.5.8 أو أحدث وويندوز 7 أو أحدث. اعتبارًا من مارس 2015، لم تعد حزمة SDK متاحة على أندرويد، ولكن تطوير البرامج ممكن باستخدام تطبيقات أندرويد المتخصصة.
حتى نهاية عام 2014 تقريبًا، كانت بيئة التطوير المتكاملة (IDE) المدعومة رسميًا هي إكلبس باستخدام المكون الإضافي لأدوات تطوير أندرويد (ADT)، على الرغم من أن جميع إصدارات IntelliJ IDEA IDE تدعم كليًا تطوير أندرويد، ويدعم NetBeans IDE أيضًا تطوير أندرويد عبر مكون إضافي. اعتبارًا من عام 2015، يعد أندرويد ستوديو الذي صنعته جوجل ويدعمه IntelliJ، هو بيئة التطوير المتكاملة الرسمي؛ ومع ذلك، للمطورين حرية استخدام البيئات الأخرى، لكن جوجل أوضحت بأنها أوقفت رسميًا أدوات تطوير أندرويد منذ نهاية عام 2015 للتركيز على أندرويد ستوديو باعتباره البيئة الرسمية والمتكاملة لتطوير أندرويد.
يتم تجميع تطبيقات أندرويد بتنسيق apk. وتخزينها ضمن مجلد /data/app على نظام التشغيل أندرويد (لا يمكن الوصول إلى المجلد إلا عبر الروت لأسباب أمنية). تحتوي حزمة الـAPK على ملفات dex (ملفات كود بايت المجمعة تسمى Dalvik القابل للتنفيذ)، وملفات المصادر، إلخ.

## وصلات خارجية
- صفحة البرنامج